# Västlig strimtrögfågel
Västlig strimtrögfågel (Nystalus obamai) är en fågel i familjen trögfåglar inom ordningen jakamar- och trögfåglar.

## Utseende och läte
Västlig strimtrögfågel är en knubbig och storhövdad fågel. Undersidan är ljus med mörka, vertikala streck. Näbben är relativt kraftig och gulaktig. På rygg och hjässa är den brun. Arten är mycket lik östlig strimtrögfågel som den överlappar med i Brasilien och möjligen Bolivia, men har tjockare streck på undersidan. Sången är typiskt en vissling som återges "wip wip-whirrr?, whurrrr", med andra könet i paret svarande på en något annorlunda tonhöjd.

## Utbredning och systematik
Västlig strimtrögfågel beskrevs som ny art för vetenskapen så sent som 2013. Den förekommer i västra Amazonområdet från Ecuador söderut till Bolivia och österut söder om Amazonfloden till Brasilien väster om Río Madeira.

## Levnadssätt
Västlig strimmyrfågel hittas i regnskog i låglänta områden och förberg. Där ses den enstaka eller i par, sittande orörliga i trädtaket under långa perioder.

## Status
IUCN behandlar den ännu inte som god art, varför den inte placeras i någon hotkategori.

## Namn
Fågelns vetenskapliga artnamn hedrar den förre amerikanske presidenten Barack Obama (1961-). Fram tills nyligen kallades den obamatrögfågel även på svenska, men justerades 2022 till ett mer informativt namn av BirdLife Sveriges taxonomikommitté.